# Сосна белая западная
Сосна белая западная, Сосна горная веймутова, или Сосна айдахская белая (лат. Pinus monticola) — дерево, вид вечнозелёных деревьев рода Сосна (Pinus) семейства сосновых (Pinaceae). Встречается в горах на западе США и Канады, включая Сьерра-Неваду, Каскадный хребет, Береговой хребет и северные Скалистые горы. Ареал простирается до уровня моря во многих областях, особенно в Орегоне и Вашингтоне. Это дерево — символ штата Айдахо.

## Ботаническое описание

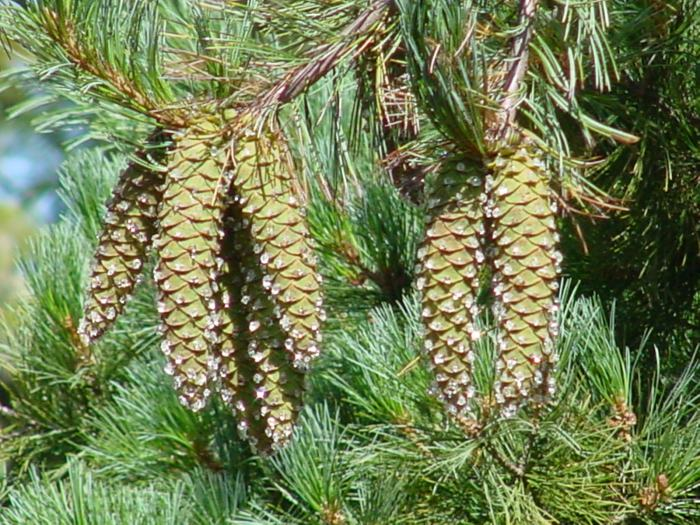
Листья и шишки

Белая западная сосна — крупное дерево, как правило, до 30-50 м в высоту, может достигать до 70 м. Вид входит в группу белой сосны подрода Pinus Strobus. Листья («иглы») собраны в пучки по пять штук с листопадным влагалищем. Иглы с мелкими зазубринами и длиной 5-13 см. Шишки длинные и тонкие, длиной 12-32 см и шириной 3-4 см в закрытом состоянии, когда открываются достигают до 8 см в ширину; чешуя тонкая и гибкая. Семена мелкие, 4-7 мм в длину, и имеют длинное тонкое крыло длиной 15-22 мм.
Белая западная сосна — родственна белой восточной сосны (Pinus strobus), но отличается от последней более крупными шишками, немного более долгоживущими листьями (2-3 года, а не 1,5-2 года как у белой восточной) с более выраженными устьицами и несколько более плотной и более узкой кроной. Ветви образуются регулярными мутовками, вырастающими по одной в год; это выражено у узких прямостоящих деревьев, в то время как экземпляры на открытм пространстве могут иметь более округлую форму с широкими вершинами. Вид широко выращивается как декоративное дерево, но в прошлом на большей части ареала вид подвергался интенсивной вырубке.

## Охранное состояние

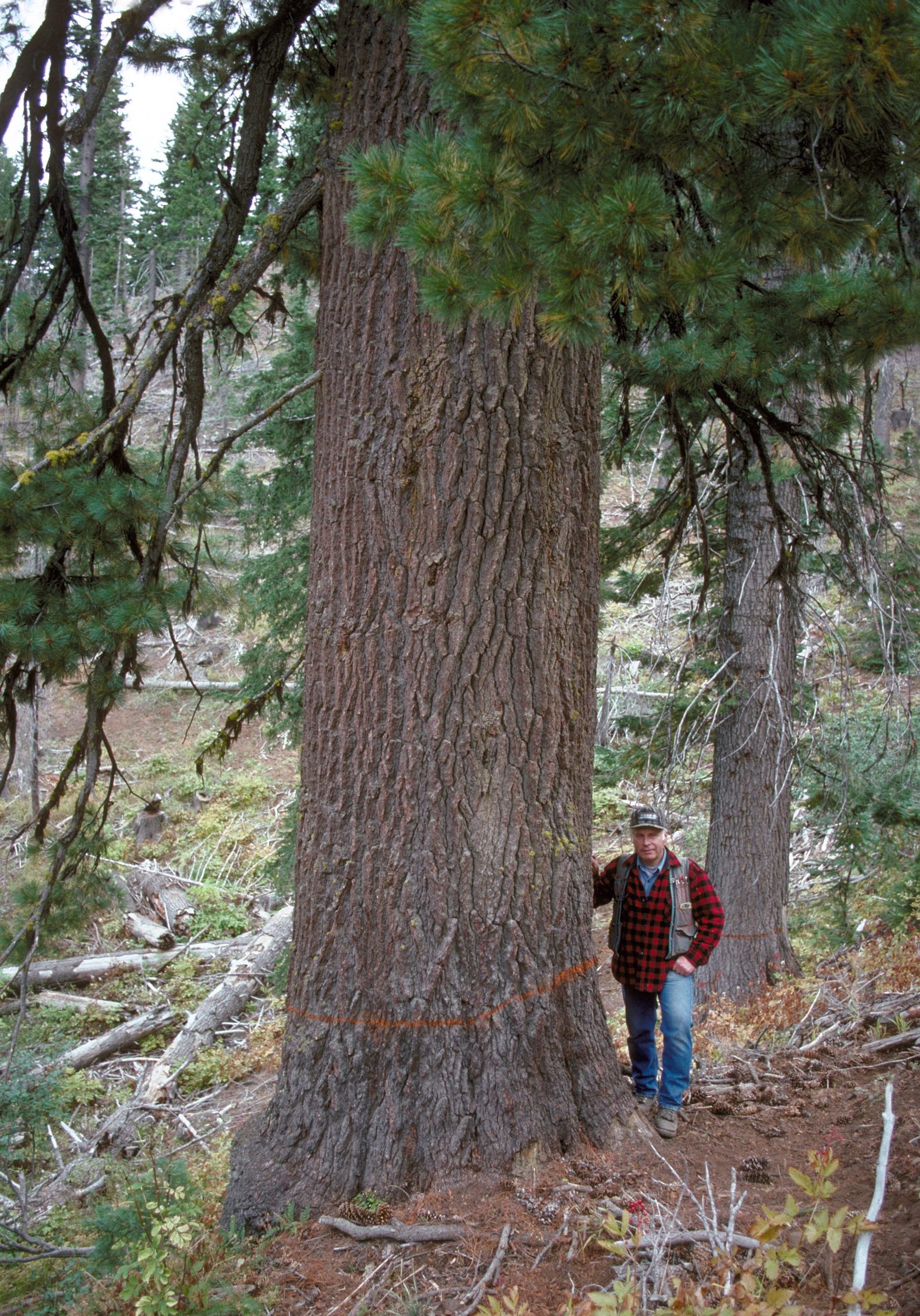
Крупный экземпляр белой западной сосны

Белая западная сосна серьёзно пострадала от пузырчатой ржавчины вызываемой грибком Cronartium ribicola, случайно завезённым из Европы в 1909 году. По оценкам Лесной службы США, 90 % западных белых сосен к западу от Каскадного хребта были уничтожены в результате заражения. На смену крупным лесам из этой сосны пришли другие сосновые или несосновые породы. Cronartium ribicola также погубил большую часть белой западной сосны за пределами Калифорнии. В Калифорнии грибок является менее опасным и здесь вид сохранился в большом количестве . Методы лечения пузырчатой ржавчины не разработаны.
Устойчивость к грибку является генетической и из-за генетической изменчивости белой западной сосны некоторые особи относительно не подвержены влиянию грибка. У Лесной службы существует программа по поиску и выращиванию устойчивой к ржавчине белой западной сосны и сосны Ламберта. Саженцы этих деревьев интродуцированы в дикую природу.